# HMS Brazen (H80)
HMS Brazen là một tàu khu trục thuộc lớp B được Hải quân Hoàng gia Anh Quốc chế tạo vào năm 1930. Thoạt tiên được phân về Hạm đội Địa Trung Hải, nó được chuyển sang Hạm đội Nhà vào năm 1936, và đã thực hiện hộ tống các đoàn tàu vận tải và tuần tra chống tàu ngầm vào đầu Chiến tranh Thế giới thứ hai trước khi tham gia Chiến dịch Na Uy vào tháng 4–tháng 5 năm 1940. Brazen sau đó hộ tống các đoàn tàu vận tải ven biển trước khi bị máy bay Đức đánh chìm vào cuối tháng 7 năm 1940.

## Thiết kế và chế tạo
Brazen có trọng lượng choán nước tiêu chuẩn 1.400 tấn Anh (1.400 t), và lên đến 1.821 tấn Anh (1.850 t) khi đầy tải. Con tàu có chiều dài chung 323 foot (98,5 m), mạn thuyền rộng 32 foot 3 inch (9,8 m) và độ sâu của mớn nước là 12 foot 3 inch (3,7 m). Nó được cung cấp động lực bởi hai turbin hơi nước Parsons, dẫn động hai trục, tạo ra một công suất tổng cộng 34.000 mã lực càng (25.000 kW) cho phép nó đạt được tốc độ tối đa 35 hải lý trên giờ (65 km/h; 40 mph). Hơi nước cho turbine được cung cấp bởi ba nồi hơi ống nước Admiralty. Brazen mang theo tối đa 390 tấn Anh (400 t) dầu đốt, đủ cho tầm hoạt động 4.800 hải lý (8.900 km; 5.500 mi) ở tốc độ đường trường 15 hải lý trên giờ (28 km/h; 17 mph). Thành phần thủy thủ đoàn bao gồm 134 sĩ quan và thủy thủ, nhưng tăng lên đến 142 vào thời chiến.
Con tàu được trang bị bốn khẩu pháo QF 4 in (100 mm) Mk. IX L/45 trên bệ Mk.XIV nòng đơn; và để tự vệ phòng không, Brazen có hai khẩu QF 2 pounder Mk.II L/39 (40 mm) đặt trên các bệ giữa các ống khói. Nó còn có hai bệ ống phóng ngư lôi bốn nòng bên trên mặt nước sử dụng ngư lôi 21 in (530 mm). Một đường ray thả mìn sâu cùng hai máy phóng dùng để chống tàu ngầm, thoạt tiên mang theo 20 quả mìn sâu, nhưng được tăng lên 35 quả không lâu sau khi chiến tranh bắt đầu.
Brazen được đặt hàng vào ngày 22 tháng 3 năm 1929 tại xưởng tàu của hãng Palmers ở Hebburn, trong khuôn khổ Chương trình Chế tạo Hải quân 1928. Nó được đặt lườn vào ngày 22 tháng 7 năm 1929, hạ thủy vào ngày 25 tháng 7 năm 1930 như là chiếc tàu chiến thứ bảy của Hải quân Hoàng gia mang cái tên này, và hoàn tất vào ngày 8 tháng 4 năm 1931 với chi phí 220.342 Bảng Anh, không tính đến các thiết bị do Bộ Hải quân Anh cung cấp như pháo, đạn dược và thiết bị liên lạc.

## Lịch sử hoạt động
Sau khi được đưa vào hoạt động, Brazen được phân về Chi hạm đội Khu trục 4 trực thuộc Hạm đội Địa Trung Hải cho đến cuối năm 1935. Con tàu trải qua một đợt tái trang bị tại Devonport từ tháng 8 đến tháng 10 năm 1933 và một đợt khác tại Malta vài tháng sau đó. Brazen được điều về Hạm đội Nhà vào năm 1936 và đã tham gia những nỗ lực cứu hộ thủy thủ đoàn chiếc tàu ngầm Thetis vốn bị đắm trong khi chạy thử máy vào ngày 1 tháng 6 năm 1939.
Con tàu được điều sang Chi hạm đội Khu trục 19 vào tháng 8, không lâu trước khi Chiến tranh Thế giới thứ hai nổ ra. Nó trải qua bảy tháng tiếp theo tuần tra và hộ tống các đoàn tàu vận tải trong eo biển Anh Quốc và Bắc Hải. Vào ngày 13 tháng 10, Brazen vớt được ba người sống sót từ chiếc tàu ngầm Đức U-40 bị đắm sau khi trúng phải mìn vài giờ trước đó. Cùng với tàu khu trục Encounter, nó tiếp nối nhiệm vụ hộ tống cho Đoàn tàu vận tải HN12 sau khi chiếc tàu khu trục Daring bị tàu ngầm Đức U-23 đánh chìm. Cuối ngày hôm đó, nó vớt một số người sống sót từ chiếc tàu buôn Na Uy Sangstad. Brazen hộ tống cho các tàu chiến chủ lực của Hạm đội Nhà khi chúng tiến quân ra Bắc Hải ngày 7 tháng 4, và tiếp tục nhiệm vụ này trong vài tuần tiếp theo sau. Con tàu được cho tách ra để hộ tống một đoàn tàu chuyển quân đến Namsos vào ngày 13 tháng 4, và đã cùng với tàu khu trục Fearless đánh chìm tàu ngầm Đức U-49 hai ngày sau đó gần Harstad, Na Uy. Hai chiếc tàu khu trục đã vớt 41 người sống sót trong số thủy thủ đoàn của chiếc tàu ngầm. Brazen còn hộ tống thêm nhiều đoàn tàu vận tải đi và về từ Na Uy trong nhiều tuần tiếp theo.
Vào ngày 30 tháng 5 con tàu đang trên đường đi Harwich khi nó va phải vật chướng ngại ngầm dưới nước; hư hại đối với lườn tàu buộc nó phải sửa chữa mất năm tuần. Brazen được điều sang Chi hạm đội Khu trục 1 đặt căn cứ tại Dover sau khi hoàn tất, nơi nó bắt đầu hộ tống các đoàn tàu vận tải ven biển. Đang khi hộ tống đoàn tàu vận tải CW7 vào ngày 20 tháng 7, nó bị máy bay ném bom bổ nhào đối phương tấn công. Sức ép do các quả bom ném suýt trúng làm vỡ lườn tàu, và sau cùng một quả bom trúng vào phòng động cơ. Brazen chìm tại tọa độ 51°01′5″B 01°17′15″Đ / 51,01806°B 1,2875°Đ lúc 20 giờ 40 phút. Chỉ có một thành viên của thủy thủ đoàn thiệt mạng trong cuộc tấn công này, và các xạ thủ cho rằng họ đã bắn rơi ba máy bay ném bom Junkers Ju 87 Stuka đối phương.